# خط الستة (برنامج)

صورة لأحدى حلقات البرنامج

خط الستة برنامج رياضي اهتم بقضايا كرة القدم السعودية. بُث على قناة قناة أبوظبي الرياضية في كل يوم إثنين، وهو من تقديم محمد نجيب وإعداد الصحفي سعيد الهلال. بثت أولى حلقات البرنامج في 15 سبتمبر 2008م وكانت آخر حلقات البرنامج بثت في 1 مايو 2012م.

## ضيوف البرنامج
استضاف البرنامج أربعة من الضيوف بشكل دائم، وهم كل من: الكاتب محمد الدويش والكاتب أحمد الشمراني والكاتب صالح الطريقي والكاتب عدنان جستنيه. لم يكمل البرنامج طيلة الأربع سنوات سوى صالح الطريقي ومحمد الدويش، وكان أول المغادرين عدنان جستنيه بحكم توليه منصب مدير المركز الإعلامي بناي الاتحاد وحل بدلاً عنه عاصم عصام الدين، ثم رحل أحمد الشمراني بحجة أنه لا يريد حصر تواجده في قناة واحدة وحل بدلاً عنه منصور البدر، ثم قبل شهرين من انتهاء البرنامج ابتعد عاصم عصام الدين بسبب أنه لا يتوافق مع طريقة تعاطي البرنامج.

## جدل البرنامج

### فسخ عقد المسابقات السعودية
في سبتمبر 2009 وبعد خروج المنتخب السعودي من تصفيات آسيا لكأس العالم لكرة القدم 2010, وفي الحلقة التي بثت في 14 سبتمبر 2009 أنتقد المشاركون في البرنامج أداء المنتخب ووصل انتقادهم إلي أعلى سلطتين في الوسط الرياضي وهم: و الأمير سلطان بن فهد بن عبد العزيز آل سعود والأمير نواف بن فيصل بن فهد آل سعود، وهو الأمر الذي لم يعتد علية في الوسط الأعلامي السعودي، بعدها أرسلت شبكة راديو وتلفزيون العرب خطابا إلي قناة أبوظبي يفيدهم بفسخ عقدهم رسميا في نقل المنافسات المحلية السعودية.

### مقاطعة إدارة نادي الهلال
صرح الأمير عبد الرحمن بن مساعد رئيس نادي الهلال السعودي آنذاك لقناة أبو ظبي الرياضية بقوله: إن فريق الهلال تعرض لإساءات بالغة في البرامج الحوارية التي تعرض في القناة، لذلك وهو ما جعل إدارة الهلال تقرر منع ظهور أي لاعب هلالي عبر القناة، وطالبت الجماهير بعدم متابعتها، وقال: عندما يصبح هم البرنامج هو الإساءة للهلال ولرجالاته ولتاريخه فهو مقصود. وفي 2011 تداخل ابن مساعد في إحدى حلقة خط الستة على رغم إعلانه  مقاطعة إدارة الهلال للبرنامج، متداخلًا مع أحد  ضيوف البرنامج عاصم عصام الدين الذي ذكر بأن الأمير قال في أحد الأيام بأنه سيجعل الهلال وحيًا قرآنيًا، الأمر الذي نفاه ابن مساعد، وكانت القناة قد كتبت الصفة الرسمية لابن مساعد وهي رئيس نادي الهلال أثناء الاتصال إلا أنه رفض ذلك وطالب بإخفاء الصفة الرسمية لأن مداخلته شخصية ولا تمثل نادي الهلال.